# Cupedora luteofusca
Cupedora luteofusca är en snäckart som först beskrevs av Cox 1868.  Cupedora luteofusca ingår i släktet Cupedora och familjen Camaenidae. IUCN kategoriserar arten globalt som nära hotad. Inga underarter finns listade i Catalogue of Life.